# 墎其爾
墎其爾（Gokyo）是尼泊爾萨加玛塔专区索卢昆布县的一个城镇。该地海拔約4790公尺，位於果宗巴冰河旁。鄰近的墎其爾錯（Gokyo Tsho）與墎其爾嶺（Gokyo Ri）是知名健行景點。

## 墎其爾湖
墎其爾鄰近的果宗巴冰河流域地區一共有六座湖泊，墎其爾位於從下游數來第三座湖的湖畔，稱為墎其爾湖（Gokyo Tsho），為著名觀光景點。

## 墎其爾嶺
墎其爾嶺（Gokyo Ri）是一座位於墎其爾湖北岸的山丘，高度5360公尺。在其峰頂可以眺望北方的卓奧友峰、東邊的聖母峰、洛子峰與馬卡魯峰，甚至是更遠處的干城章嘉峰，是世界上少數幾個可以看見五座八千公尺巨峰的地方，因此吸引了許多健行遊客。

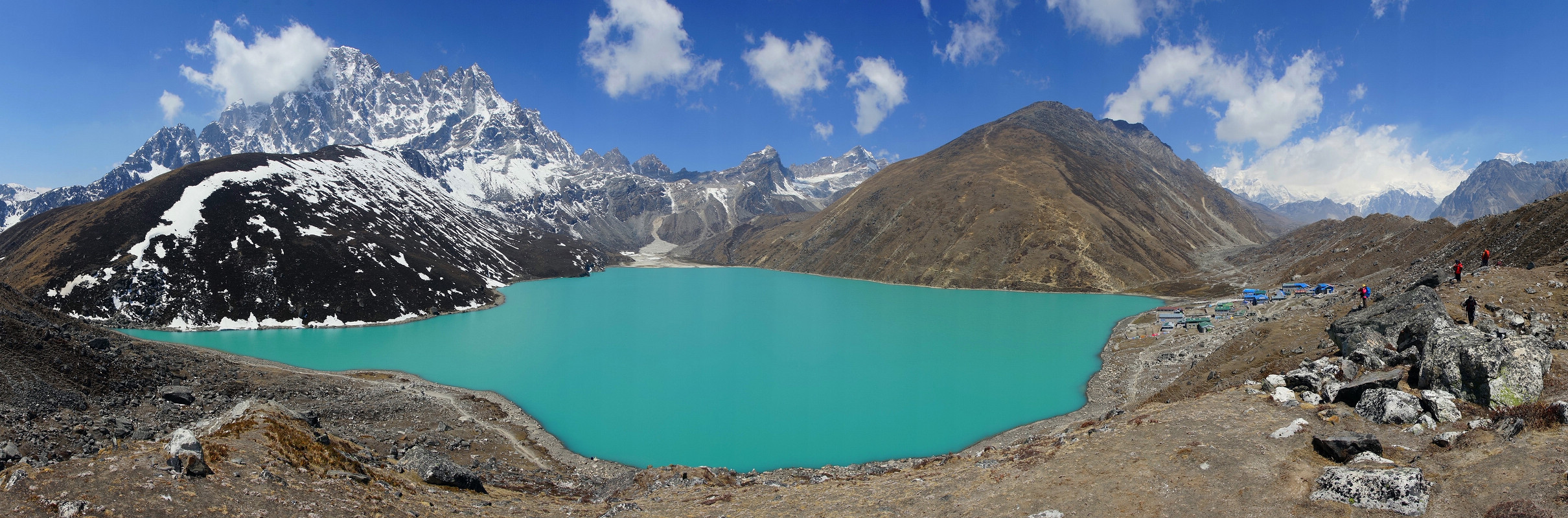
墎其爾湖、墎其爾與墎其爾嶺（中右的棕色土丘）

墎其爾
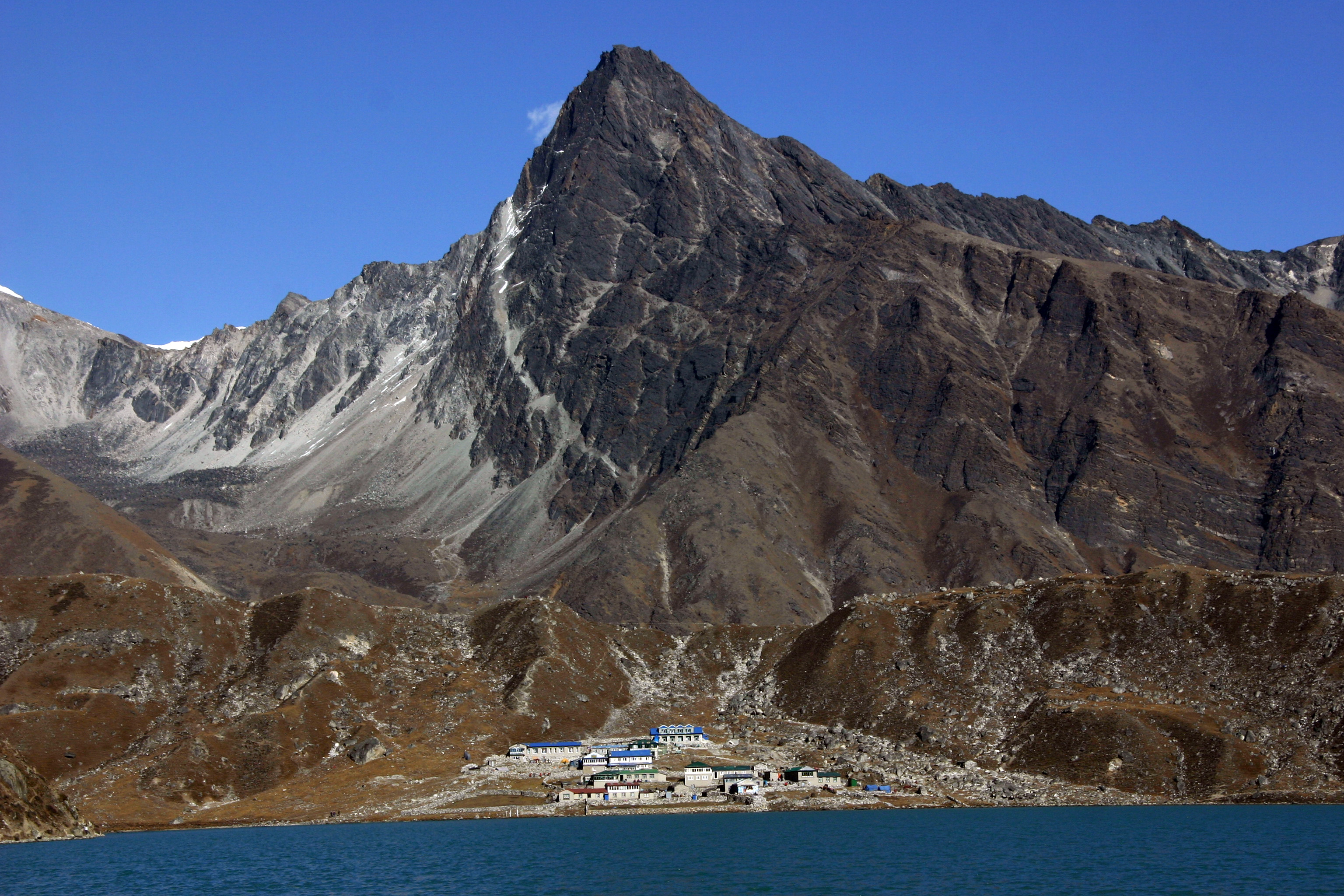
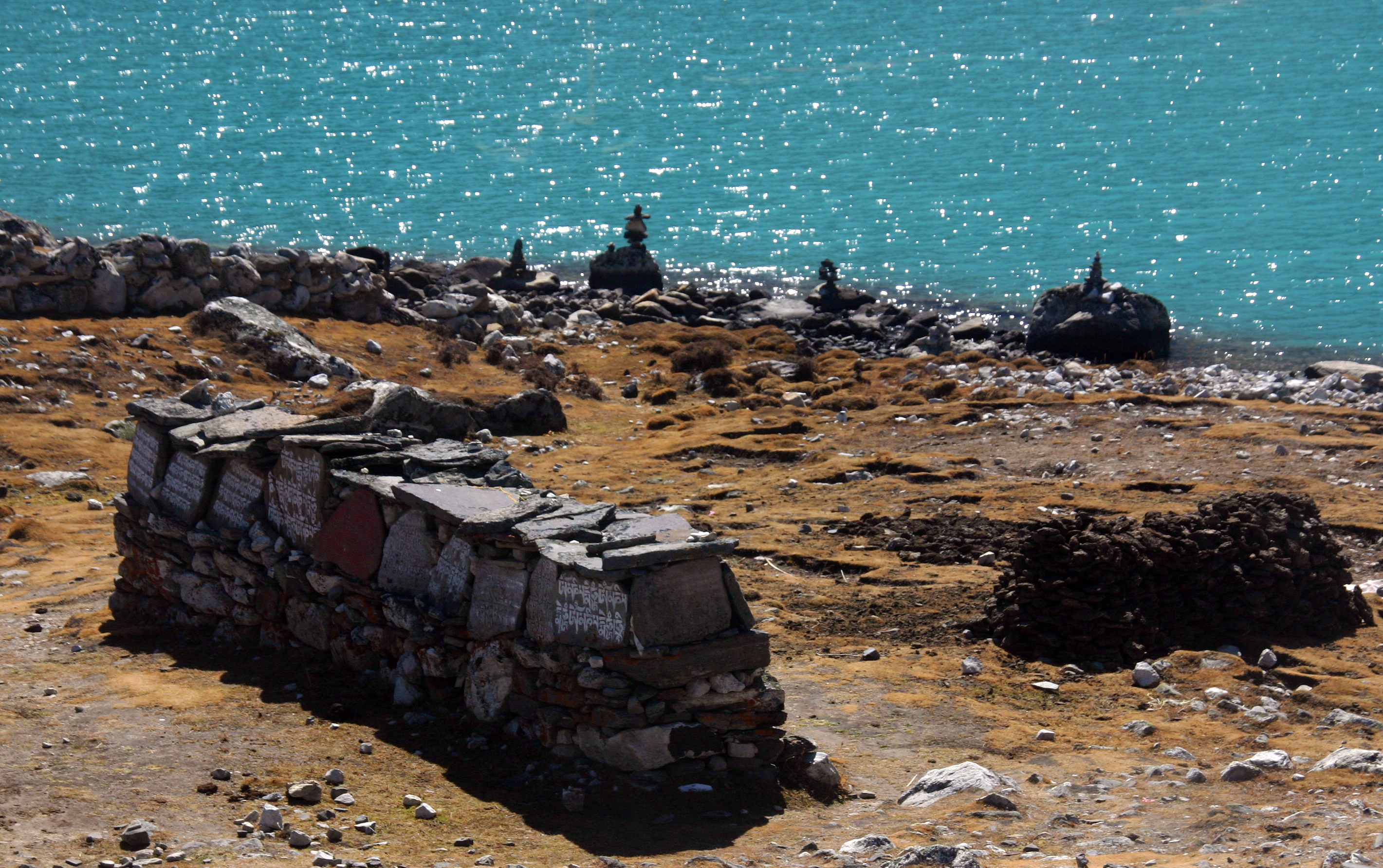
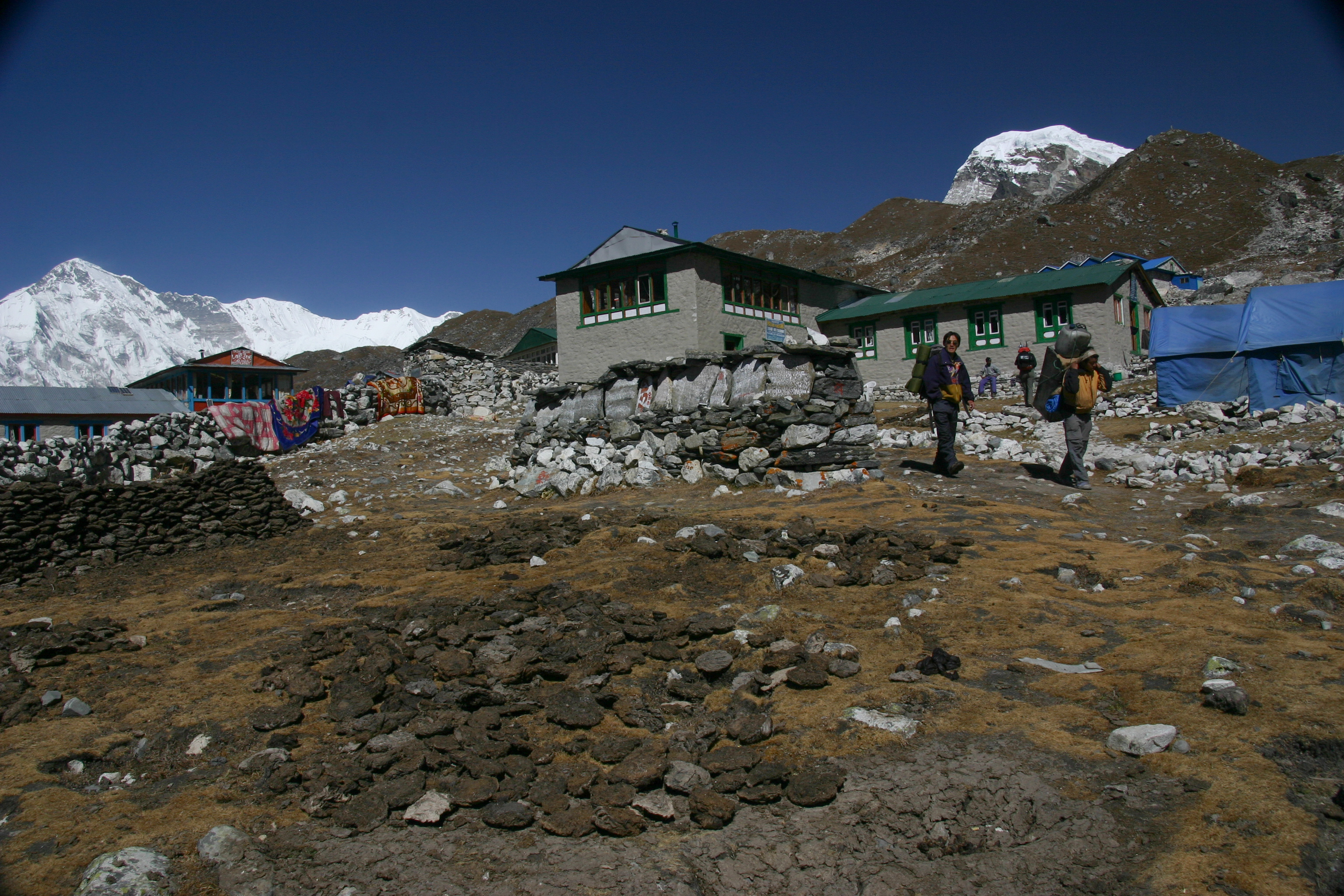
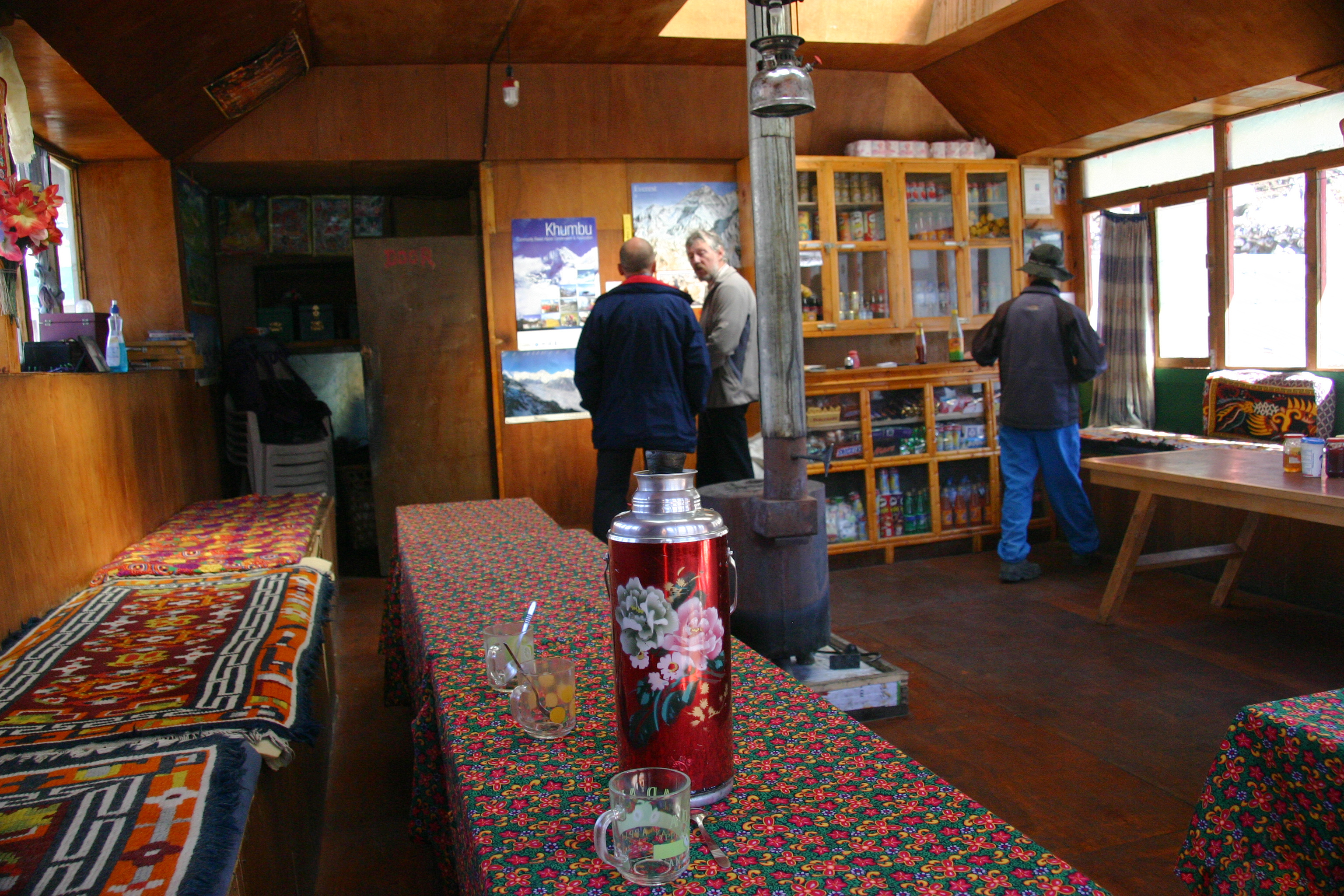
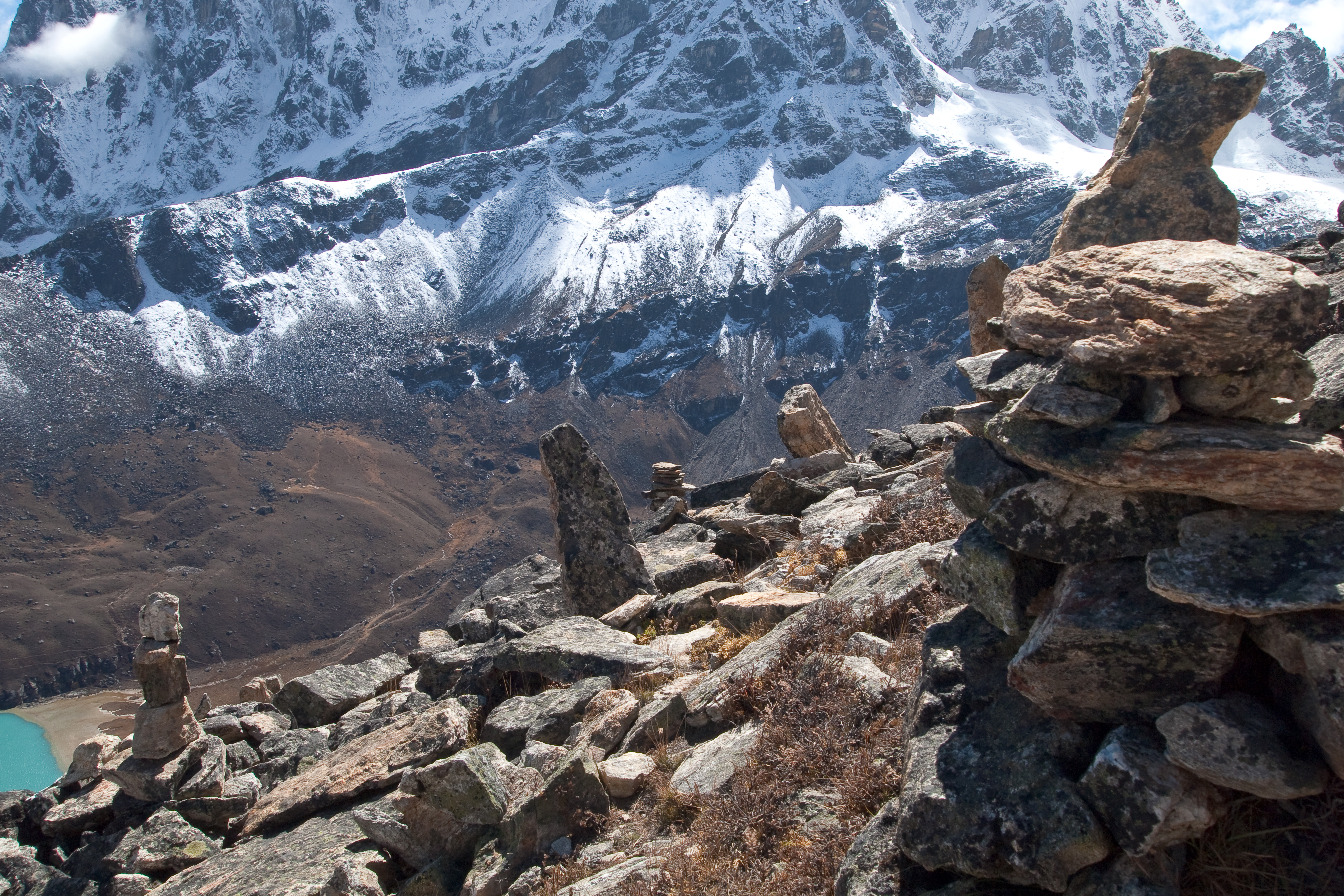

## 資料來源
1. ↑  Nepa Maps (Pvt.Ldt. ), NE517: Everest Base Camp & Gokyo, Kathmandu, Nepal, 2013